# Підводний планер

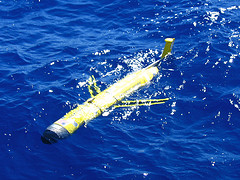
Планер Рутгерського університету Slocum RU02, випущений в Саргасове море

Підводний планер це різновид безпілотних підводних апаратів (БПА), який користується невеликими змінами своєї плавучості для руху вверх і вниз серед океану як профільований поплавок. Але на відміну від поплавка, планер використовує крила, які перетворюють вертикальний рух в горизонтальний, що дозволяє рухатись вперед з дуже малими енергозатратами. Хоча вони не є такими ж швидкими, як звичайні БПА, використання планерами плавучості для руху вперед значно збільшує їх дальність і тривалість руху в порівнянні з апаратами, що приводяться в дію пропелерами на електричній тязі, розширюючи можливості місій по дослідженню океанів у тривалості від годин до тижнів або навіть місяців, і до тисяч кілометрів у протяжності. Планери рухаються у воді вверх-вниз, пилоподібною траєкторією, збираючи дані в часових і просторових масштабах, недоступних для звичайних БПА. Широке різноманіття планерів використовується в морських силах різних країн і в дослідницьких організаціях, що вивчають океан.